# Benidoleig
Benidoleig ist eine spanische Gemeinde (municipio) in der Provinz Alicante mit einer Bevölkerung von 1.219 Einwohnern (Stand: 2024). Zur Gemeinde gehören neben dem Hauptort Benidoleig die Neubausiedlungen (Urbanización) Rincón del Silencio, Aldea de les Coves und Espanya la Vella.

## Lage
Benidoleig liegt etwa 75 Kilometer nordöstlich von Alicante und etwa 90 Kilometer südsüdöstlich von Valencia in einer Höhe von 130 m im Pop-Tal (Vall de Pop) nahe der Mittelmeerküste.

## Geschichte

### Bevölkerungsentwicklung
| Jahr      | 1970 | 1981 | 1991 | 2001 | 2011 | 2021 |
| Einwohner | 711  | 734  | 800  | 890  | 1187 | 1153 |

## Sehenswürdigkeiten

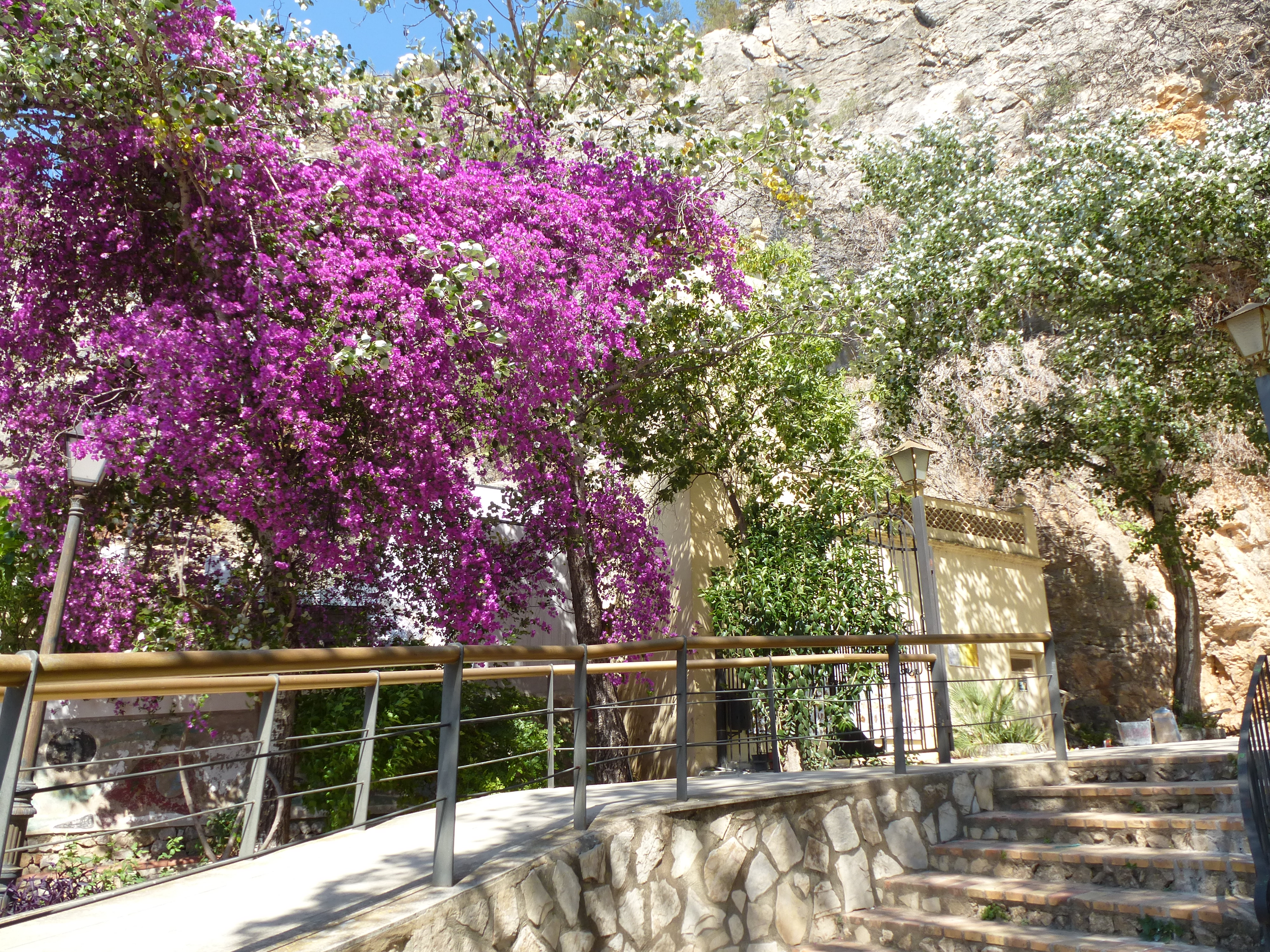
Höhlen
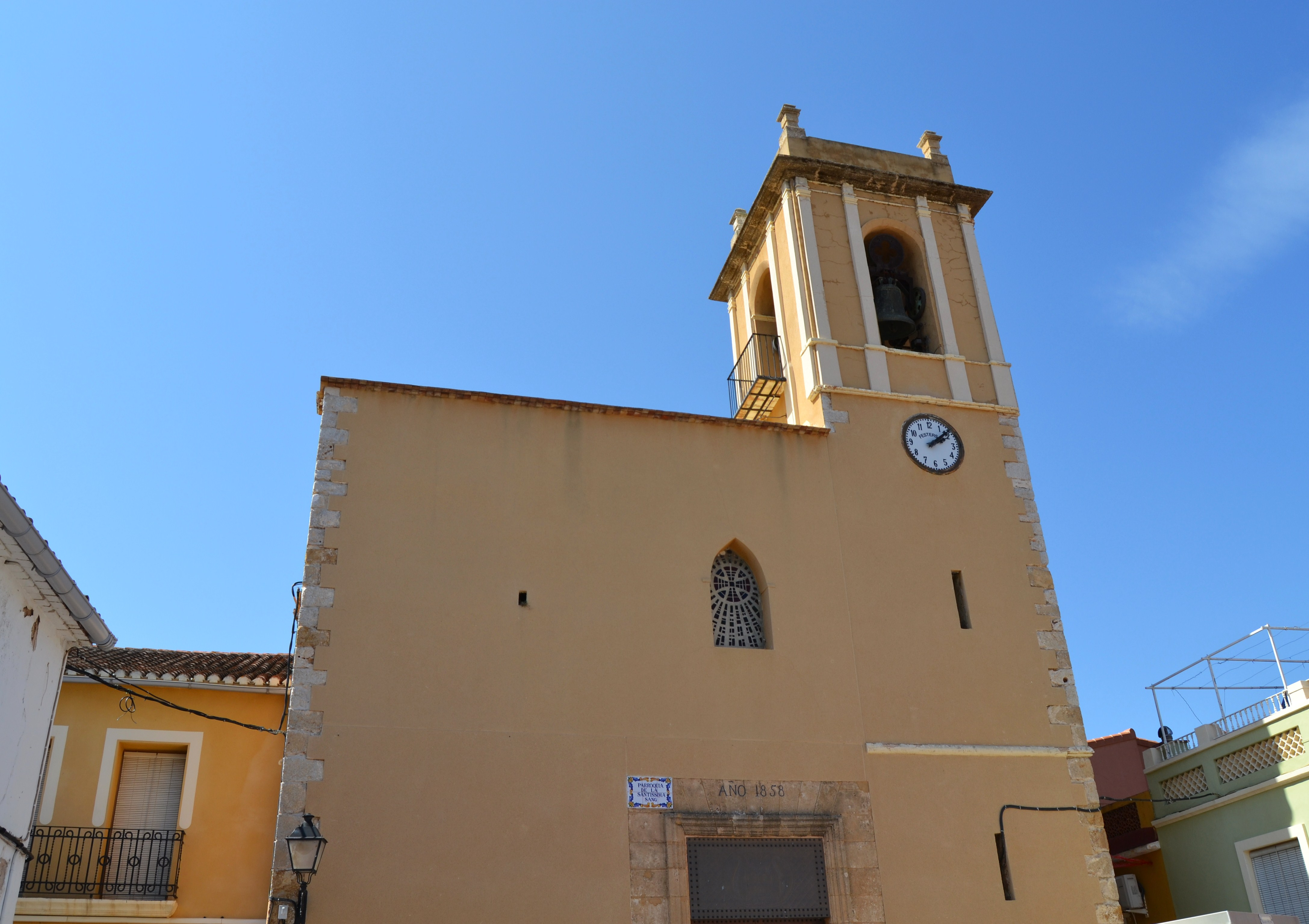
Kirche Blut Jesu

- Höhlen
- Kirche Blut Jesu

## Gemeindepartnerschaften
Mit der italienischen Gemeinde Avigliano Umbro in der Provinz Terní (Umbrien) besteht eine Partnerschaft.